# Герб Пскова
Герб Пскова — опознавательно-правовой знак, являющийся наравне с флагом официальным символом Пскова. Был утверждён Псковской городской думой 16 июля 2010 года.

## Описание
В лазоревом поле вверху — выходящая вниз из серебряных облаков правая длань телесного цвета (десница Божия), внизу — идущий золотой барс с червленым языком, серебряными глазами, когтями и зубами с черными отметинами и с кистью на конце хвоста. Щит увенчан муниципальной короной достоинства установленного образца. Щитодержатели: обернувшиеся барсы (как в щите), увенчанные по плечам венцами святого Довмонта в виде серебряных, украшенных лазоревыми камнями, обручей о пяти видимых криновидных (в виде садовых лилий) зубцах, перемежаемых жемчужинами на малых зубцах, а вверху, между концами больших зубцов — серебряными же месяцами; барсы держат вдоль краев щита золотые мечи, обращенные вверх рукоятями, увенчанными малыми лапчатыми крестами; мечи вложены в лазоревые, украшенные серебром, ножны; подножие — золотое узорное. Девиз «Чести своей не отдам никому» начертан серебряными литерами по лазоревой ленте. Один из составителей герба, секретарь Гильдии геральдических художников и главред сайта «Геральдика сегодня» Дмитрий Иванов отметил, что данная фраза была на мече, приписываемому псковскому князю Всеволоду Мстиславичу — одной из главных псковских реликвий (хотя согласно признанной общеевропейской типо-хронологической схеме искомый меч относится к XV веку, в то время как Всеволод Мстиславич жил в XII веке). Первоначально этот девиз был написан на латыни: «Honorem meum nemini dabo», чем вызывал возмущение руководство города. В частности, мэр Пскова на тот момент Иван Цецерский заявил, что латинский девиз недопустим, так как «Псков — исконно русский город и любое изображения иностранщины псковичи отторгают».
Муниципальная корона установленного образца для городского округа, являющегося центром субъекта Российской Федерации — золотая башенная о пяти видимых зубцах, имеющая золотой лавровый венок; дополняющий корону обруч с самоцветами указывает на то, что в прошлом город был столицей княжества. Помещаемая за короной накрест пара серебряных мечей с золотыми эфесами указывает на принадлежащее Пскову звание города воинской славы.

### Символика герба
Барс — символ отваги, храбрости, мужества. Поза зверя, высунутый язык и поднятая передняя лапа подчеркивают его нацеленность на врага. Золотой цвет свидетельствует о богатстве, справедливости, великодушии. Благословляющая рука означает покровительство небесных сил. Голубое (лазоревое) поле — знак красоты, величия, неповторимости мест.

## История
Имеются противоречивые мнения о том, какое животное было изображено в гербе Пскова изначально.
Мотив, используемый в псковском гербе и по сию пору, сформировался, судя по всему, ещё до присоединения к Московскому княжеству. На монетах и печатях Псковской республики «лютый зверь», судя по всему, представитель семейства кошачьих, появился ориентировочно в 1460-х годах. Впоследствии его в качестве эмблемы Пскова продолжили использовать московские князья и русские цари. Известны две печати «Господарства Псковского», датируемых XVI веком, с изображённым на ним «лютым зверем». «Лютый зверь» на печати Псковской земли встречается на Большой Государственной печати Ивана Грозного, датируемой 1577 годом. Зверь также есть на государственной печати Ивана Грозного уже 1583 года.
До «лютого зверя» на псковских печатях и монетах XIV-XV веков изображалась «голова человеча» — изображение мужчины в короне, держащего в правой руке меч. Предполагается, что это может быть изображение псковского князя Довмонта, впоследствии причисленного к лику святых. Первая печать с Довмонтом датируется 1415 годом, а на монетах он начинает встречаться с началом их чеканки в Пскове в 1424 году. По мнению археолога и сфрагиста Сергея Белецкого символика «лютого зверя» является вторичной по отношению к «голове человечьей», которая, на его взгляд, могла служить эмблемой Пскова и Псковской республики. В монетах рубежа XV-XVI веков встречается биэмблематичность, когда на одной стороне изображается человек в короне и с мечом, а на другой — «лютый зверь». Вероятно, более позднее появление «лютого зверя» в качестве эмблемы Пскова связано с постепенным переходом Псковщины в конце XV века под протекторат Москвы, так как изображение «лютого зверя» встречается на московских монетах в начале XV в. со времен правления Василия I.
В «Росписи всем Государевым печатям» 1626 года содержится следующее описание псковского герба: «Печать Псковская: барс, под барсом земля», только изображался зверь, устремившийся вправо. Но в указе 1666 года об изготовлении так называемого гербового знамени царя Алексея Михайловича есть такое описание: «Печать псковская, на ней рысь бежащая». Всё же большинство источников называют помещённого в гербе зверя барсом. Изображение псковского герба, помимо описаний в документах и печатей, также встречается и на саадачном покровце Михаила Фёдоровича (ок. 1620-е гг.), саадаке Алексея Михайловича 1673 года и его же тарелке 1675 года, выполненной мастером Юрием Фробосом. В титулярнике 1672 года к изображению барса добавлена благословляющая рука, выходящая из облака, — такая композиция повторяется и на всех позднейших рисунках герба. Что характерно, здесь изображена левая рука, в то время как на последующих печатях/гербах Пскова — правая.
Герб Пскова впервые учреждён 28 мая 1781 года наряду с гербами других городов Псковского наместничества, в описании особо подчёркивается, что герб города — «старый». В 1859 году был предложен проект нового герба города:

В лазоревом поле золотой барс, над ним выходящая из серебряных облаков десница. Щит увенчан золотой стенчатой короной и окружён золотыми колосьями, соединёнными Александровской лентой.
В советские годы основа исторического герба была сохранена. В 1959 году был разработан проект герба, единственными отличиями которого от первоначального исторического герба были соединённые красной лентой золотые колосья, окружавшие щит и золотая стенчатая корона, которая его венчала. Позже вместо десницы в гербе стали использовать пятиконечную звезду. Также выпускались сувенирные значки, с исходящими от облака лучами.
Исторический герб города был вновь принят на заседании малого Совета Псковского горсовета 29 сентября 1992 года.